# Баричко, Ярослав Михайлович
Баричко Ярослав Михайлович (род. 4 октября 1952, Топольское, Станиславская область) — видный белорусский специалист в области физической культуры, спорта и олимпийского движения.

## Учёба
Образование высшее. Закончил Белорусской государственный ордена Трудового Красного Знамени институт физической культуры в 1977 году по специальности: преподаватель-организатор физической культуры и спорта.

## Карьера

### Начало
После окончания Института физической культуры три года работал в аппарате Белорусского совета ДСО «Спартак».
В 1980 году избирается заместителем председателя минского областного совета ДСО «Спартак». Курировал спорт. В 28 лет под его руководством работали 19 спортивных школ, 273 тренера, которые обеспечивали подготовку спортивного резерва с 15 тысячами спортсменов.
Особое внимание уделял волейбольной команде мастеров высшей лиги советского волейбола «Коммунальник» Минск. Решал социально-бытовые вопросы спортсменок и материально-технического обеспечения функционирования команды.
В 1981—1984 возглавлял «Белорусскую федерацию бадминтона» и «Белорусскую федерацию художественной гимнастики». Являлся членом федерации бадминтона Советского Союза.
В 1984 году избирается председателем Минского областного совета ДСО «Красное знамя», а после объединение обществ «Буревестник», «Спартак», «Красное знамя», «Зенит», «Локомотив» и «Урожай», становится заместителем председателя Минского областного совета ДФСО Профсоюзов.
В 1989 году Минский горком партии и Минский горисполком поручают ему организовать учредительную конференцию и создать Минский городской совет ДФСО Профсоюзов. Впоследствии он становится его Председателем.
В его деятельности были и трудные времена. Ярославу Михайловичу пришлось ликвидировать Минский областной совет ДСО «Красное знамя» и Минский городской совет ДФСО Профсоюзов в связи с упразднением системы областных советов ДФСО Профсоюзов. В связи с этим проведена огромная работа по трудоустройству сотен специалистов для того, чтобы предоставить работу по специальности и удовлетворить запросы каждого.
В 1992 году представлял «Спартак» Беларуси на съезде по возрождению Всесоюзного физкультурно-спортивного общества «Спартак», который состоялся в Коллоном зале Дома союзов в Москве.

### Национальный олимпийский комитет Республики Беларусь
В 1993 году по поручению Национального олимпийского комитета создает Олимпийский фонд Республики Беларусь и становится директором этого фонда.
В 1995 году его переводят на работу в аппарат Министерства спорта и туризма.
В 1995 году удостоен звания «Заслуженный тренер Республики Беларусь».
В июле 1997 года с должности заместителя начальника управления министерства переведен в Национальный олимпийский комитет Республики Беларусь на должность исполнительного директора, а впоследствии его назначают генеральным директором. Стоял у истоков и обеспечил реализацию многих масштабных проектов, которые повлияли на развитие физической культуры и спорта в стране.
В 1998 году выступал заказчиком от имени НОК Республики Беларусь и обеспечил строительство жилого комплекса «Олимпийский» на 375 квартир в Минске для спортсменов тренеров, медицинских работников и работников культуры.
Обеспечивал строительство жилых домов по ул. Филимонова на 120 квартир и переулке Инструментальный на 40 квартир.
Развернул работу по строительству аналогичных жилых комплексов для спортсменов и тренеров в городах: Брест (3 дома), Витебск (1 дом), Гомель (8 домов), Могилев (1 дом), Бобруйск (4 дома), Минская область (4 дома).
Работал шефом миссий на Олимпийских играх 1998 года в Нагано (Япония). Удостоился чести личного поздравления Президента Международного олимпийского комитета Хуана Антонио Самаранча за успешное выступление белорусских спортсменов на Олимпийских играх.
В 2002 году возглавлял олимпийскую делегацию республики в Солт-Лейк-Сити (США), а также работал в составе административных групп на Олимпийский играх в Сиднее (Австралия), 2004 году в Афинах (Греция).
Инициировал создание Унитарного предприятия «Спортивно-оздоровительный комплекс „Олимпийский“».
Обеспечил строительство на территории комплекса футбольного поля с искусственным покрытием, натуральным газоном, автомобильной стоянки на 400 ед. автотранспорта, реконструкцию Дворца водного спорта и спортивно-оздоровительного центра «Олимп» на площади Якуба Колоса.
Обеспечивал создание штатных Представительств НОК Республики Беларусь во всех областях республики, городах Минске и Бобруйске и их материально-технической базы. Для работы Представительств на высоком профессиональном уровне обеспечил проведение во всех областных центрах, городах Бобруйске, Лиде и Молодечно семинаров с участием руководящего состава спортивной отрасли страны по обобщению опыта работы в деле развития олимпийского движения в республике.
Принимал непосредственное участие в создании музея Олимпийской славы НОК Беларуси в Минске, областных центрах и Бобруйске, которые являются национальной гордостью республики.
Инициировал строительство, выступал заказчиком и реализовал программу строительства штаб-квартиры НОК Беларуси в Минске с гостиничным комплексом, которая является градообразующим объектом, украшением архитектурного облика Минска и не имеет аналогов на постсоветском пространстве.
Инициировал строительство центра по фристайлу на территории УП «СОК „Олимпийский“» с последующей передачей земельного участка Министерству спорта и туризма Республики Беларусь, которое в дальнейшем выполняло функции заказчика.
С апреля 2018 года по сентябрь 2019 года работал заместителем директора Минского Дворца спорта. Обеспечивал подготовку объекта к проведению II Европейских игр 2019 года.
В январе 2020 года впервые в истории республики обеспечил создание «Белорусской ассоциации компьютерного спорта». Разработал «Программу развития компьютерного спорта в Республике Беларусь». Создал нормативно-правовую базу для признания, становления и успешного развития данного вида спорта в стране.
В практической деятельности его отличают: высокий уровень организации работы, умение мобилизовать коллектив на реализацию поставленных задач, внутренняя культура, обязательность перед людьми, профессионализм.

## Семья
Является отцом двоих детей. Гордится успехами сына и дочери. Безгранично любит внучек Ксению и Robin Isla. Верит в их счастливое будущее.

## Статьи и публикации
Является соавтором ряда публикаций в научно-практическом журнале «Проблемы управления» издаваемой Академией управления при Президенте Республики Беларусь.
В том числе:
- «Здоровье нации как важнейший фактор обеспечения национальной безопасности Республики Беларусь», октябрь-декабрь 2007 года № 4 (25).
- «Экономика и здоровье нации гарантия процветания общества», апрель-июнь 2013 года.

Его статьи опубликованы в научно-методическом и публицистическом журнале «Вышэйшая школа» основателями которого, являются Министерство образования Республики Беларусь и Белорусский государственный университет.
В том числе:
- «Движение „Спорт для всех“ как фактор оздоровления молодежи» № 1, 2009 год.
- «Инновационный подход к управлению студенческим спортом» № 6, 2017 год.

Инициировал, входил в редакционную коллегию и обеспечил издание книги Национального олимпийского комитета («Олимпийская страна — Беларусь»).
Включен в «Золотую книгу» Элита", которая повествует об элите талантливых руководителей суверенной Беларуси (стр. 574), изданной «Белорусским домом печати» в 2014 году.

## Награды
- Комитетом по физической культуре и спорту при Совете Министров СССР Почетным знаком «За успехи в работе по комплексу готов к труду и обороне СССР» 19 июня 1981 года № 99.
- Государственным комитетом Республики Беларусь по физической культуре и спорту присвоено звание «Заслуженный тренер Республики Беларусь», 25 апреля 1995 года № 15
- Исполкомом Национального олимпийского комитета медалью «За выдающиеся заслуги в развитии Олимпийского движения в Республике Беларусь», 19 сентября 2002 года № 9/б.
- Исполкомом Национального олимпийского комитета медалью «За выдающиеся заслуги в развитии Олимпийского движения в Республике Беларусь», 29 сентября 2006 года № 10-б.
- Исполкомом Национального олимпийского комитета Почетным знаком «За заслуги в развитии Олимпийского движения в Республике Беларусь», 3 октября 2007 года № 13-б.
- Министерством спорта и туризма нагрудным знаком «За развитие физической культуры и спорта в Республике Беларусь», 3 октября 2012 года № 721.
- Федерацией профсоюзов Беларуси награждён медалью «115 лет профсоюзному движению Беларуси», 14 августа 2014 года и «Знаком почёта», 26 сентября 2022 года № 42.